# Campionatul European de Atletism din 1998
A 17-a ediție a Campionatului European de Atletism s-a desfășurat între 18 august și 23 august 1998 la Budapesta, Ungaria. Aceasta a fost a doua oară când Budapesta a găzduit acest eveniment, prima ediție găzduită de acest oraș având loc în 1966. Au participat 1217 sportivi, veniți din 44 de țări.

## Stadion
Probele au avut loc pe Stadionul Poporului din Budapesta. Acesta a fost construit în anul 1953.

## Rezultate
RM - record mondial; RC - record al competiției; RE - record european; RN - record național; PB - cea mai bună performanță a carierei

### Masculin
| Probă sportivă       | Aur                                                                     | Aur      | Argint                                                                 | Argint   | Bronz                                                                    | Bronz    |
| 100 m                | Darren Campbell (GBR)                                                   | 10,04 RC | Dwain Chambers (GBR)                                                   | 10,10    | Haralabos Papadias (GRE)                                                 | 10,17    |
| 200 m                | Douglas Walker (GBR)                                                    | 20,53    | Douglas Turner (GBR)                                                   | 20,64    | Julian Golding (GBR)                                                     | 20,72    |
| 400 m                | Iwan Thomas (GBR)                                                       | 44,52 RC | Robert Maćkowiak (POL)                                                 | 45,04    | Mark Richardson (GBR)                                                    | 45,14    |
| 800 m                | Nils Schumann (GER)                                                     | 1:44,89  | André Bucher (SUI)                                                     | 1:45,04  | Lukáš Vydra (CZE)                                                        | 1:45,23  |
| 1500 m               | Reyes Estévez (ESP)                                                     | 3:41,31  | Rui Silva (POR)                                                        | 3:41,84  | Fermín Cacho (ESP)                                                       | 3:42,43  |
| 5000 m               | Isaac Viciosa (ESP)                                                     | 13:37,46 | Manuel Pancorbo (ESP)                                                  | 13:38,03 | Mark Carroll (IRL)                                                       | 13:38,15 |
| 10 000 m             | António Pinto (POR)                                                     | 27:48,62 | Dieter Baumann (GER)                                                   | 27:56,75 | Stéphane Franke (GER)                                                    | 27:59,90 |
| Maraton              | Stefano Baldini (ITA)                                                   | 2:12:01  | Danilo Goffi (ITA)                                                     | 2:12:11  | Vincenzo Modica (ITA)                                                    | 2:12:53  |
| 110 m garduri        | Colin Jackson (GBR)                                                     | 13,02 RC | Falk Balzer (GER)                                                      | 13,12    | Robin Korving (NED)                                                      | 13,20    |
| 400 m garduri        | Paweł Januszewski (POL)                                                 | 48,18    | Ruslan Mașcenko (RUS)                                                  | 48,25    | Fabrizio Mori (ITA)                                                      | 48,71    |
| 3000 m obstacole     | Damian Kallabis (GER)                                                   | 8:13,10  | Alessandro Lambruschini (ITA)                                          | 8:16,70  | Jim Svenøy (NOR)                                                         | 8:18,97  |
| 20 km marș           | Ilia Markov (RUS)                                                       | 1:21:10  | Aigars Fadejevs (LAT)                                                  | 1:21:29  | Paquillo Fernández (ESP)                                                 | 1:21:39  |
| 50 km marș           | Robert Korzeniowski (POL)                                               | 3:43:51  | Valentin Kononen (FIN)                                                 | 3:44:29  | Andrei Plotnikov (RUS)                                                   | 3:45:53  |
| Ștafetă 4×100 m      | Regatul Unit Allyn Condon Darren Campbell Douglas Walker Julian Golding | 38,52    | Franța Thierry Lubin Frédéric Krantz Christophe Cheval Needy Guims     | 38,87    | Polonia Marcin Krzywański Marcin Nowak Piotr Balcerzak Ryszard Pilarczyk | 38,98    |
| Ștafetă 4×400 m      | Regatul Unit Mark Hylton Jamie Baulch, Iwan Thomas Mark Richardson      | 2:58,68  | Polonia Piotr Rysiukiewicz Tomasz Czubak Piotr Haczek Robert Maćkowiak | 2:58,88  | Spania Antonio Andres Juan Trull Andrés Martinez David Canal             | 3:02,47  |
| Săritura în înălțime | Artur Partyka (POL)                                                     | 2,34     | Dalton Grant (GBR)                                                     | 2,34     | Serghei Kliughin (RUS)                                                   | 2,32     |
| Săritura în lungime  | Kirill Sosunov (RUS)                                                    | 8,28     | Bogdan Țăruș (ROM)                                                     | 8,21     | Petar Dachev (BUL)                                                       | 8,06     |
| Săritura cu prăjina  | Maksim Tarasov (RUS)                                                    | 5,81     | Tim Lobinger (GER)                                                     | 5,81     | Jean Galfione (FRA)                                                      | 5,76     |
| Triplusalt           | Jonathan Edwards (GBR)                                                  | 17,99 RC | Denis Kapustin (RUS)                                                   | 17,45    | Rostislav Dimitrov (BUL)                                                 | 17,26    |
| Aruncarea greutății  | Oleksandr Bagaci (UKR)                                                  | 21,17    | Oliver-Sven Buder (GER)                                                | 20,98    | Yuriy Bilonoh (UKR)                                                      | 20,92    |
| Aruncarea discului   | Lars Riedel (GER)                                                       | 67,07    | Jürgen Schult (GER)                                                    | 66,69    | Virgilijus Alekna (LTU)                                                  | 66,46    |
| Aruncarea suliței    | Steve Backley (GBR)                                                     | 89,72 RC | Mick Hill (GBR)                                                        | 86,92    | Raymond Hecht (GER)                                                      | 86,63    |
| Aruncarea ciocanului | Tibor Gécsek (HUN)                                                      | 82,87    | Balázs Kiss (HUN)                                                      | 81,26    | Karsten Kobs (GER)                                                       | 80,13    |
| Decatlon             | Erki Nool (EST)                                                         | 8667     | Eduard Hämäläinen (FIN)                                                | 8587     | Lev Lobodin (RUS)                                                        | 8571     |

* Atletul a participat doar la calificări, dar a primit o medalie.

### Feminin
| Probă sportivă       | Aur                                                                 | Aur          | Argint                                                                            | Argint   | Bronz                                                                      | Bronz    |
| 100 m                | Christine Arron (FRA)                                               | 10,73 RE     | Irina Privalova (RUS)                                                             | 10,83    | Ekaterini Thanou (GRE)                                                     | 10,87    |
| 200 m                | Irina Privalova (RUS)                                               | 22,62        | Janna Pintusevici (UKR)                                                           | 22,74    | Melanie Paschke (GER)                                                      | 22.78    |
| 400 m                | Grit Breuer (GER)                                                   | 49,93        | Helena Fuchsová (CZE)                                                             | 50,21    | Olga Kotlearova (RUS)                                                      | 50,38    |
| 800 m                | Elena Afanasieva (RUS)                                              | 1:58,50      | Malin Ewerlöf (Sweden)                                                            | 1:59,61  | Stephanie Graf (Austria)                                                   | 2:00,11  |
| 1500 m               | Svetlana Masterkova (RUS)                                           | 4:11,91      | Carla Sacramento (POR)                                                            | 4:12,62  | Anita Weyermann (SUI)                                                      | 4:13,06  |
| 5000 m               | Sonia O'Sullivan (IRL)                                              | 15:06,50 RC  | Gabriela Szabo (ROM)                                                              | 15:08,31 | Marta Domínguez (ESP)                                                      | 15:10,54 |
| 10 000 m             | Sonia O'Sullivan (IRL)                                              | 31:29,33     | Fernanda Ribeiro (POR)                                                            | 31:32,42 | Lidia Șimon (ROM)                                                          | 31:32,64 |
| Maraton              | Manuela Machado (POR)                                               | 2:27:10      | Madina Biktagirova (RUS)                                                          | 2:28:01  | Maura Viceconte (ITA)                                                      | 2:28:31  |
| 100 m garduri        | Svetla Dimitrova (BUL)                                              | 12,56        | Brigita Bukovec (Slovenia)                                                        | 12,65    | Irina Korotia (RUS)                                                        | 12,85    |
| 400 m garduri        | Ionela Târlea (ROM)                                                 | 53,37        | Teteana Tereșciuk (UKR)                                                           | 54,07    | Silvia Rieger (DEU)                                                        | 54,45    |
| 10 km marș           | Annarita Sidoti (ITA)                                               | 42:49        | Erica Alfridi (ITA)                                                               | 42:54    | Susana Feitor (PRT)                                                        | 42:55    |
| Ștafetă 4×100 m      | Franța Katia Benth Frédérique Bangué Sylviane Félix Christine Arron | 42,59        | Germania Melanie Paschke Gabi Rockmeier Birgit Rockmeier Andrea Philipp           | 42,68    | Rusia Oksana Ekk Galina Malciughina Natalia Voronova Irina Privalova       | 42,73    |
| Ștafetă 4×400 m      | Germania Anke Feller Uta Rohländer Silvia Rieger Grit Breuer        | 3:23,03      | Rusia Natalia Hrușceleva Svetlana Goncearenko Ekaterina Bahvalova Olga Kotlearova | 3:23,56  | Regatul Unit Donna Fraser Vikki Jamison Katharine Merry Allison Curbishley | 3:25,66  |
| Săritura în înălțime | Monica Dinescu (ROM)                                                | 1,97         | Donata Jancewicz (POL)                                                            | 1,95     | Alina Astafei (GER)                                                        | 1,95     |
| Săritura în lungime  | Heike Drechsler (GER)                                               | 7,16         | Fiona May (ITA)                                                                   | 7,11     | Liudmila Galkina (RUS)                                                     | 7,06     |
| Săritura cu prăjina  | Anjela Balahonova (UKR)                                             | 4,31 RC      | Nicole Humbert (GER)                                                              | 4,31     | Yvonne Buschbaum (GER)                                                     | 4,31     |
| Triplusalt           | Olga Vasdeki (GRE)                                                  | 14,55        | Šárka Kašpárková (CZE)                                                            | 14,53    | Tereza Marinova (BUL)                                                      | 14,50    |
| Aruncarea greutății  | Vita Pavlysh (UKR)                                                  | 21,69 RC, RN | Irina Korjanenko (RUS)                                                            | 19,71    | Yanina Karolchik (BLR)                                                     | 19,23    |
| Aruncarea discului   | Franka Dietzsch (GER)                                               | 67,49        | Natalia Sadova (RUS)                                                              | 66,94    | Nicoleta Grasu (ROM)                                                       | 65,94    |
| Aruncarea suliței    | Tanja Damaske (GER)                                                 | 69,10        | Tatiana Șikolenko (RUS)                                                           | 66,92    | Mikaela Ingberg (FIN)                                                      | 64,92    |
| Aruncarea ciocanului | Mihaela Melinte (ROM)                                               | 71,17 RC     | Olga Kuzenkova (RUS)                                                              | 69,28    | Kirsten Münchow (GER)                                                      | 65,61    |
| Heptatlon            | Denise Lewis (GBR)                                                  | 6559         | Urszula Włodarczyk (POL)                                                          | 6460     | Natallia Sazanovich (BLR)                                                  | 6410     |

* Atleta a participat doar la calificări, dar a primit o medalie.

## Clasament pe medalii
| Loc   | Țară          | Aur | Argint | Bronz | Total |
| ----- | ------------- | --- | ------ | ----- | ----- |
| 1     | Regatul Unit  | 9   | 4      | 3     | 16    |
| 2     | Germania      | 8   | 7      | 8     | 23    |
| 3     | Rusia         | 6   | 9      | 7     | 22    |
| 4     | Polonia       | 3   | 4      | 1     | 8     |
| 5     | România       | 3   | 2      | 2     | 7     |
| 6     | Ucraina       | 3   | 2      | 1     | 6     |
| 7     | Italia        | 2   | 4      | 3     | 9     |
| 8     | Portugalia    | 2   | 3      | 1     | 6     |
| 9     | Spania        | 2   | 1      | 4     | 8     |
| 10    | Franța        | 2   | 1      | 1     | 4     |
| 11    | Irlanda       | 2   | 0      | 1     | 3     |
| 12    | Ungaria       | 1   | 1      | 0     | 2     |
| 13    | Bulgaria      | 1   | 0      | 3     | 4     |
| 14    | Grecia        | 1   | 0      | 2     | 3     |
| 15    | Estonia       | 1   | 0      | 0     | 1     |
| 16    | Cehia         | 0   | 2      | 1     | 3     |
| 16    | Finlanda      | 0   | 2      | 1     | 3     |
| 18    | Elveția       | 0   | 1      | 1     | 2     |
| 19    | Letonia       | 0   | 1      | 0     | 1     |
| 19    | Slovenia      | 0   | 1      | 0     | 1     |
| 19    | Suedia        | 0   | 1      | 0     | 1     |
| 22    | Belarus       | 0   | 0      | 2     | 2     |
| 23    | Austria       | 0   | 0      | 1     | 1     |
| 23    | Lituania      | 0   | 0      | 1     | 1     |
| 23    | Țările de Jos | 0   | 0      | 1     | 1     |
| 23    | Norvegia      | 0   | 0      | 1     | 1     |
| Total | Total         | 46  | 46     | 46    | 138   |

## Participarea României la campionat
31 de atleți au reprezentat România.
- Ionela Târlea – 400 m garduri - locul 1 – 4x400 m - locul 4
- Monica Dinescu – înălțime - locul 1
- Mihaela Melinte – ciocan - locul 1
- Bogdan Țăruș – lungime - locul 2
- Gabriela Szabo – 5000 m - locul 2
- Lidia Șimon – 10 000 m - locul 3
- Nicoleta Grasu – disc – locul 3
- Gabriela Mihalcea – săritură cu prăjina - locul 4
- Otilia Ruicu – 400 m - locul 14 – 4x400 m - locul 4
- Alina Rîpanu – 400 m - locul 21 – 4x400 m - locul 4
- Mariana Florea – 400 m - locul 18 – 4x400 m - locul 4
- Violeta Szekely – 800 m - locul 4 – 1500 m - locul 5
- Rodica Mateescu – triplusalt - locul 4
- Gheorghe Gușet – greutate - locul 10
- Elena Buhăianu – 800 m - locul 28 - 1500 m - locul 10
- Felicia Țilea-Moldovan – suliță - locul 10
- Adelina Gavrilă – triplusalt - locul 11
- Claudia Iovan – 10 km marș - locul 12
- Constantina Diță – maraton - locul 17
- Manuela Tîrneci – disc - locul 17
- Christina Fechită – ciocan - locul 19
- Alexandru Vasile – 1500 m - locul 21
- Éva Miklós – lungime - locul 21
- Cosmina Boaje – triplusalt - locul 22
- Aurica Buia – maraton - locul 23
- Ella Kovacs – 800 m - locul 24
- Bogdan Tudor – lungime - locul 25
- Csaba Boros – triplusalt - locul 25
- Adriana Barbu – maraton - locul 26
- Nuța Olaru – maraton - locul 34
- Norica Câmpean – 10 km marș - DS

## Participarea Republicii Moldova la campionat
Șase atleți au reprezentat Republica Moldova.
- Vadim Zadoinov – 400 m garduri - locul 5
- Olga Bolșova – înălțime - locul 16
- Fedosei Ciumacenco – 20 km marș - locul 19
- Inna Gliznuța – înălțime - locul 23
- Iaroslav Mușinschi – 3000 m obstacole - locul 23
- Valeriu Vlas – maraton - locul 38